# Stěpan Vajda
Stěpan Vajda (17. ledna 1922, Dulovo, okres Ťačiv – 6. dubna 1945, Tworków) byl důstojník československé armády v zahraničí, nositel titulu Hrdina Sovětského svazu.

## Mládí
Jeho otec Nikola první světovou válku prožil v Rusku jako zajatec. Po návratu na rodnou Podkarpatskou Rus se oženil. S manželkou Olenou měl celkem čtyři děti – syny Nikolu a Stěpana, dcery Irinu a Hanu. Snažil se všemi silami zabezpečit rodinu a často vyjížděl z chudého kraje za prací do světa – západní Evropy, SSSR i Ameriky. Díky tomu i díky svému nadání Štěpán mohl absolvoval nejen pět tříd obecné školy, ale i tři ročníky měšťanky a čtyři ročníky reálného gymnázia v Chustu (1936–1940). Pro výborný prospěch byl během prvního ročníku v prosinci 1936 osvobozen od školného a od následujícího školního roku dokonce pobíral i prospěchové stipendium. Na gymnáziu vyučovali ve velké míře čeští profesoři, což zřejmě pozitivně působilo na Vajdovu „československou“ orientaci.

## V gulagu
Po okupaci Podkarpatské Rusi v březnu 1939 začal i na něj doléhat tlak maďarizace (všichni studenti byli povinně zapojeni do mládežnické organizace Levente, jakési obdoby Hitlerjugend a mladí Rusíni – i Štěpánův bratr – byli nuceni sloužit v maďarské armádě). Proto se rozhodl k odchodu do Sovětského svazu. Hranice překročil 8. 8. 1940. Zde jej podobně jako tisíce jiných občanů Československé republiky čekala velmi draze zaplacená životní zkušenost. Byl zadržen sovětskými pohraničníky, vyšetřován ve věznicích ve Stanislavi, Charkově a Poltavě, kde jej odsoudili za „nezákonné překročení sovětských hranic“, kombinované s pochopitelně vykonstruovaným podezřením ze špionáže na tři roky nucených prací v pracovním táboře. V listopadu 1940 se Štěpán Vajda dostal až do tábora ivděllag ve Sverdlovské oblasti. Snad pouze jeho mladý silný organismus mu dovolil přežít více než dva roky vysilující dřevorubecké práce v tajze za mrazu a nedostatku jídla. Teprve 11. 1. 1943 se mu podařilo na základě „Úmluvy mezi Svazem sovětských socialistických republik a Republikou československou“ opustit Sibiř a odcestovat k záložnímu pluku v Buzuluku.

## V armádě

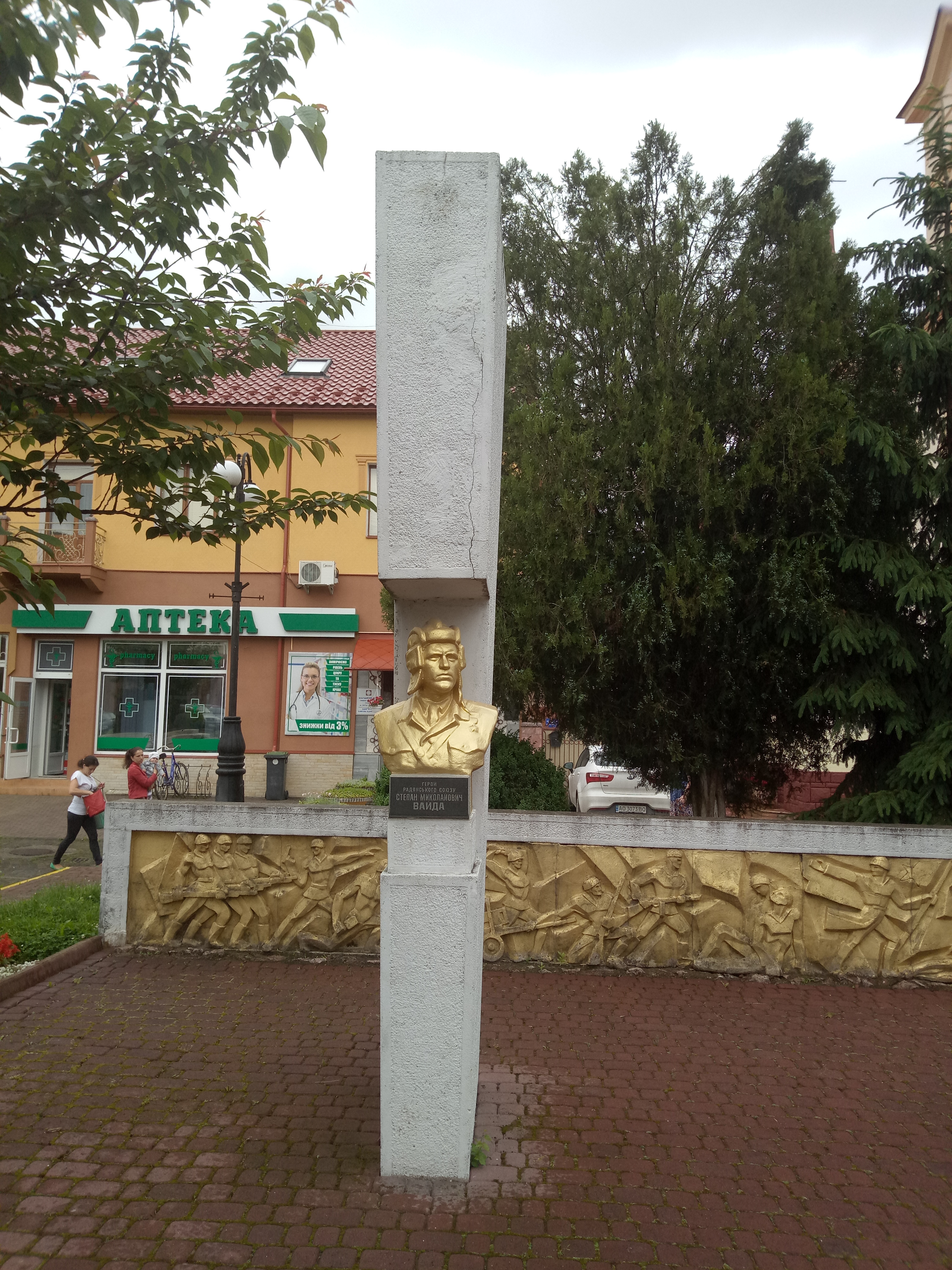
Památník Stěpana Vajdy v Ťačivu

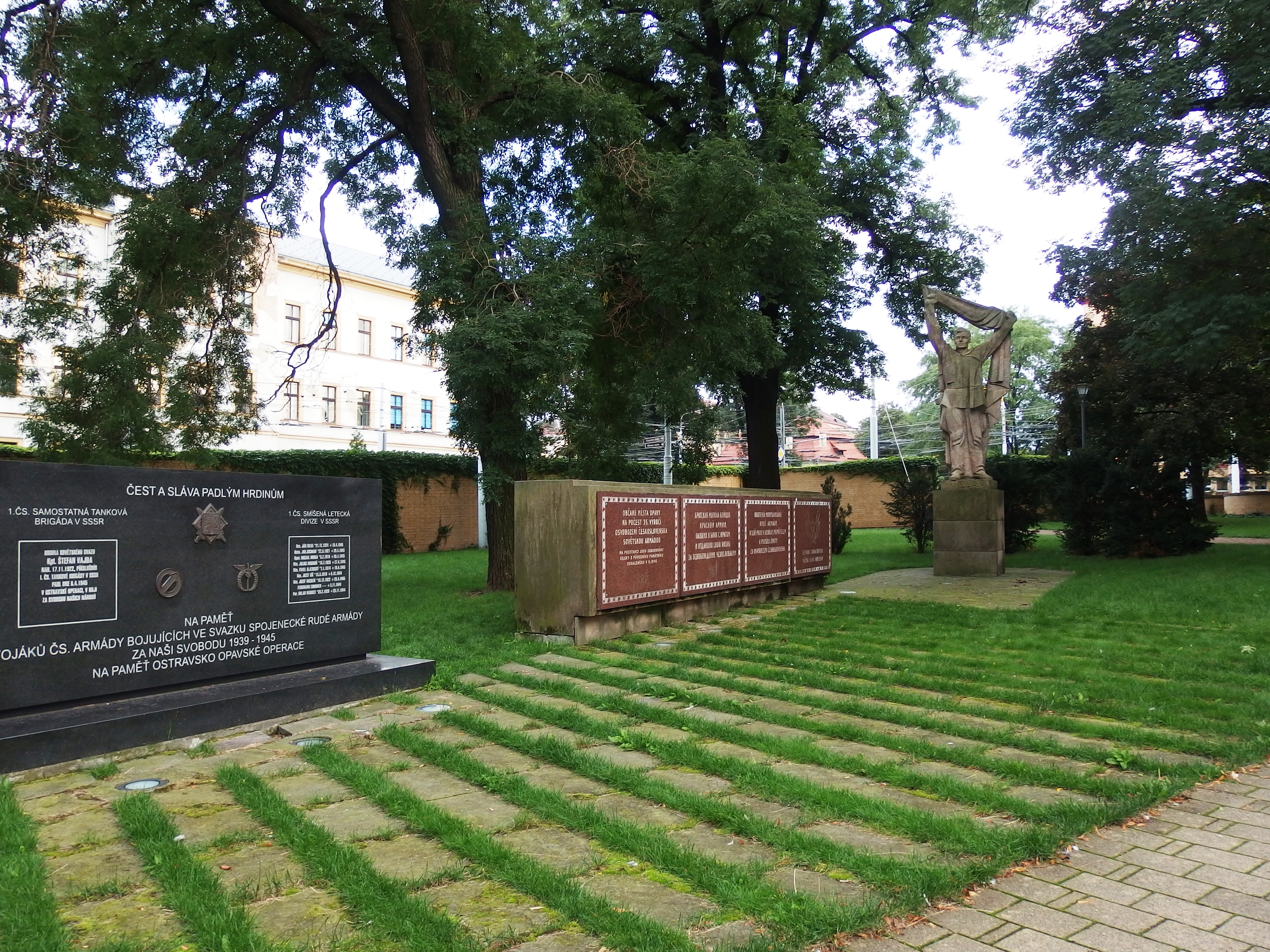
Pomník osvobození v Opavě

V hodnosti vojína byl dne 2. 2. 1943 odveden do československé zahraniční armády. V době prvního vystoupení v bitvě u Sokolova prodělával tankový výcvik a bojů se nezúčastnil. Na počátku listopadu 1943 bojoval o Kyjev v hodnosti podporučíka, 6. listopadu se probojoval na okraj města, tehdy byl poprvé vyznamenán Československým válečným křížem 1939. Poté bojuje u Bílé Cerekve, kdy obdržel druhý Válečný kříž, v Korsuň-ševčenkovské operaci a na Západní Ukrajině. Na počátku roku 1945 velel Stěpan Vajda v hodnosti podporučíka tankové rotě. Od 24. března 1945 1. samostatná československá tanková brigáda za stálých bojů postupovala přes Polsko k hranicím Československa. „V bojích na tvorkovském předmostí se vyznamenal také velitel tankové roty ppor. Stěpan Vajda. Jeho tank byl vždy na místě nejtěžších bojů. Vajda obratně řídil a organizoval palbu. Při jednom útoku 2. tankového praporu, právě ve chvíli, kdy měnil palební postavení, se jeho tank zabořil do jámy s vápnem. Řidič se pokoušel vyjet, ale marně. Těžký stroj se stále propadal a stal se středem pozornosti fašistů. Na pomoc bezmocně uvízlému tanku přispěchal další. Motory obou strojů zavyly, ale těžké lano nevydrželo. Fašisti se pokoušeli stroj ukořistit. Do akce se velmi rychle vložili samopalníci a houževnatě odráželi odpor (…). Neohrožený útok našich samopalníků podpořili rudoarmějci. Rozpoutal se boj na bodáky, ve kterém Němci podlehli a byli zatlačení. Vajdův tank byl vyproštěný a mohl dál pokračovat v boji.“  Večer, 6. dubna 1945 u polského městečka Tworków, když ppor. Vajda opouštěl tank přes věžový poklop, zasáhl jej nepřátelský ostřelovač do hlavy.

## Pohřeb
Podporučík Štěpan Vajda byl spolu s poručíkem Jiřím Lízálkem pohřben 7. dubna 1945 s vojenskými poctami na hřbitově u kostela v polské osadě Pogrzebień. Vajdovy ostatky byly 11. května převezeny do Moravské Ostravy a pohřbeny na náměstí proti Nové radnici. Později byly ještě jednou exhumovány a uloženy v Komenského sadech do jednoho ze samostatných hrobů za Památníkem Rudé armády. Hrob je evidován v Centrální evidenci válečných hrobů vedené ministerstvem obrany pod symbolem CZE8119-7968.

## Posmrtné připomínky a vyznamenání

### Pomníky a památníky
- V Dulovu bylo zřízena muzeální expozice věnovaná Stěpanu Vajdovi a místní historii.[7] Před budovou[8] se nachází bronzová busta kpt. Vajdy z roku 1981.
- V roce 1990 byl v ukrajinském městě Ťačiv postaven Stěpanu Vajdovi pomník.
- Kpt. Štefan Vajda je připomenut na památníku osvobození v Janáčkových sadech v Opavě:[9][pozn. 1]

ČEST A SLÁVA PADLÝM HRDINŮM
1. ČS. SAMOSTATNÁ TANKOVÁ
BRIGÁDA V SSSR

HRDINA SOVĚTSKÉHO SVAZU

KPT. ŠTEFAN VAJDA

NAR. 17.11.1922, PŘÍSLUŠNÍK

1. ČS. TANKOVÉ BRIGÁDY V SSSR

PADL DNE 6.4.1945

V OSTRAVSKÉ OPERACI, V BOJI

ZA SVOBODU NAŠICH NÁRODŮ

- Pamětní deska je umístěna na budově opavského magistrátu v Krnovské ulici[10]

### Ulice
Jméno Stěpana Vajdy nesou ulice v Havířově (Kapitána Vajdy), v Ostravě (Kpt. Vajdy), v Solotvině, Iršavě a v dalších ukrajinských městech a obcích (вулиця Степана Вайди).

### Sovětské řády
- 10. srpna 1945 byl vyznamenán Zlatou hvězdou Hrdiny Sovětského svazu za smělé velení, odvahu a hrdinství
- Téhož dne byl vyznamenán Leninovým řádem

### Československá vyznamenání
- In memoriam byl povýšen do hodnosti kapitána
- Dva Československé válečné kříže 1939
- Medaile Za chrabrost
- Řád Bílého lva Za vítězství I. stupně
- Sokolovská pamětní medaile (1948)